# Кожа (приток Онеги)
Ко́жа — река в Онежском районе Архангельской области, левый приток Онеги.
В XIX—XX веках в Коже и её притоке Сывтуге вёлся промысел речного жемчуга.

## Характеристика

Бассейн Онеги

Длина — 96 км. Площадь бассейна — 6210 км². Питание реки снеговое и дождевое. Ледостав с середины ноября по конец апреля. Берёт начало из озера Кожозеро, течёт с юго-запада на северо-восток, перерезает Ветреный пояс, впадает в реку Онега у деревни Усть-Кожа. Высота истока — 117 м над уровнем моря. Высота устья — 10,2 м над уровнем моря.

## Притоки
Куж-ручей (Куз, Кус), Нижняя Юкса, Сывтуга, Игиша (Игиса, Илиша), Костеница, Виленга.

## Населённые пункты
- Усть-Кожа
- Макарьино
- Семёновская